# یوسف داود
یوسف داود (عربی: يوسف داود؛ ۱۰ مارس ۱۹۳۸ – ۲۲ ژوئن ۲۰۱۲) هنرپیشه اهل مصر بود. او در تئاتر، سینما و تلویزیون فعالیت داشته‌است.